# Phytoseius maldahaensis
Phytoseius maldahaensis är en spindeldjursart som beskrevs av Gupta 1992. Phytoseius maldahaensis ingår i släktet Phytoseius och familjen Phytoseiidae. Inga underarter finns listade i Catalogue of Life.